# アウディ・TT
TT（ティーティー）は、ドイツの自動車メーカー、アウディがかつて製造していたスポーツカーである。「TT」の名称は、イギリス・マン島で開催されていたレースイベント「ツーリスト・トロフィー」に由来する。

## 初代（1998-2006年）タイプ8N

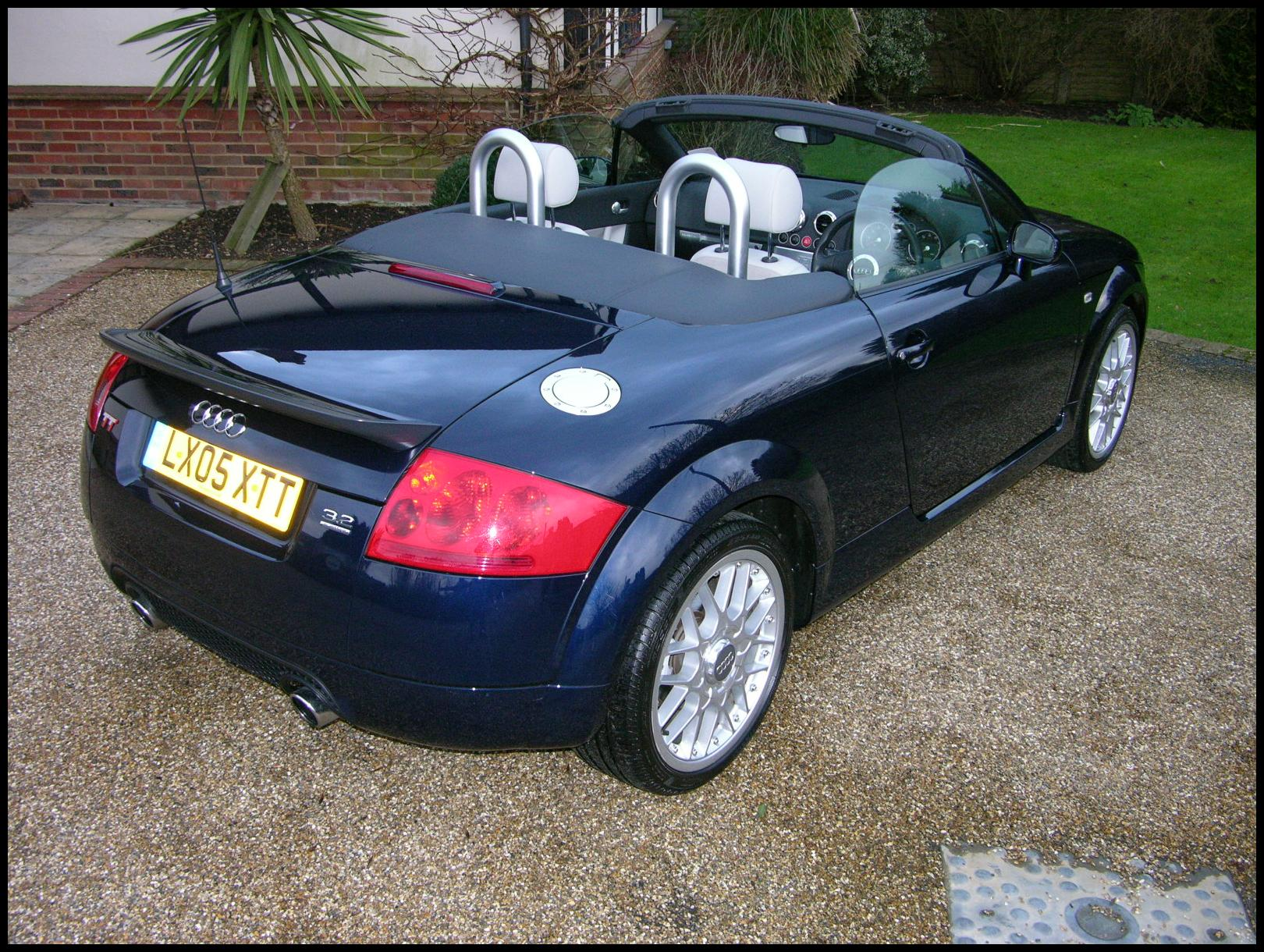
ロードスター　リア

アウディが1995年に発表した「TT デザイン・スタディ・モデル」を、ほぼそのままの形で市販化したモデルである。TTのデザインの方向性はその後のアウディ車に反映されただけでなく、他社のデザインにも影響を与えた。
プラットフォームはA3やフォルクスワーゲン・ゴルフなどと共通である。発売当初はバックハッチを持つTTクーペのみのラインナップだったが、2000年には電動ソフトトップを備えたTTロードスターが追加された。
初代TTのデザインはドイツ系アメリカ人のフリーマン・トーマスによるもので、Audi DKW Monzaのオマージュであるともいわれる。円のモチーフをエクステリア、インテリアともに反復表現していることが特徴である。内装ではアルミニウム製パーツを用いて質感を高めたり、オーディオをワンタッチで隠せる蓋を設けるなど、プレミアムスポーツを感じさせる演出がなされている。クーペは後部座席を持つが、大人が座るには非常に窮屈である。ただし、後部座席の背もたれを前方に倒すことで荷室を拡大することができる。また、ロードスターにはアルミ製のロールバーが取り付けられる。内装では野球のグローブをモチーフとしたモカシンの本革シートとドア内張りのほか、ステアリング、サイドブレーキ等にも同色の革をあしらっており、日本に輸入されるモデルは原則としてこれが標準装備となっていた。
発売当初、180 km/h以上の高速域において、TTのフォルムがもたらす過大なリフトによる横転死亡事故が発生したため、急遽リアスポイラーの追加およびサスペンションの設計変更が行なわれ 、すでに販売された車については無償での追加と交換が実施された。このリアスポイラーの装着に関しては、トーマスが頑なに反対したという逸話がある。
日本国内への導入当初は、左ハンドルのMT車のみだったが、最終的には右ハンドルのAT車のみとなった。
モデルライフを通じてマイナーチェンジが1度実施されており、外観ではヘッドライト周囲が黒から銀黒色へ、フロントグリルが水平基調から格子柄となったほか、アルミホイールのデザインも変更されている。
初代TTはアウディとして初めて2つの工場で工程を分けて製造され、ドイツ・インゴルシュタット工場で製作されたボディシェルを鉄道でハンガリー・ジェール工場に輸送、ジェール工場で最終組立が行われた。ジェール工場ではTTやA3向けのエンジンも製造していた。
グレード構成は以下の通り。
日本国内正規導入
1.8T Quattro（型式：GF-8NAPXF, GF-8NBAMF)
日本に最初に導入されたモデル。全て左ハンドル・6MTであった。当初の色はシルバー・ブラック・ブルーメタリックの3色。
225PSの1,800cc直4DOHC5バルブターボエンジン搭載の4WDモデル。1,800ccターボエンジンモデルはすべて5バルブである。FFモデルよりも大きなツインインタークーラ付ターボを装備することで、出力に差が出ている。1,800ccの排気量で225PSの出力は1Lあたり125PSというハイチューンエンジンであった。極初期モデルはリアスポイラーもESPも未装着であった。FFモデルとの外観上の識別点はマフラーカッターが2本であること・フロントとリアにクアトロエンブレムが装着されている点が挙げられる。
1.8T（型式：GF-8NAUQ)
2001年1月に発売された180PSの1,800cc直4 DOHC 5バルブ ターボエンジン搭載、5MTのFFモデル。
1.8T Quattroより約100万円安い390万円（ロードスターは400万円）で発売され、初の右ハンドルモデルとなった。
2002年11月にはアイシンAW（現:アイシン）製6ATが搭載され、入れ替わる形で5MT車は廃止された。
3.2 Quattro S-line（型式：GH-8NBHEF)
フォルクスワーゲン・ゴルフ R32やS3などにも搭載される3.2 L VR6エンジンを搭載し、DSGと呼ばれるセミATを組み合わせたTTのトップグレード。エアロパーツ、サスペンションジオメトリ、アンダーパネルが専用設計とされている。バッテリー位置がトランク内に移動されており、フロントブレーキはRS4から流用するなど1.8Tモデルとはフロント周りの互換性が全く無い。
1.8T S-line（型式：GF-8NAUQ, GH-8NBVR)
アウディTTのラインアップの中で最販グレードであった1.8Tクーペと、オープンエアドライブを満喫できる1.8Tロードスターにスポーティな「S-line エクステリアパッケージ」を標準装備し、2005年8月より発売。
専用フロントスポイラー、専用リヤディフーザー、ドアシルにS-lineプレート、サイドにS-lineエンブレム、6スポーク17inアルミホイール、225/45R17タイヤ、キセノンヘッドライト）を標準装備することにより、TTの精悍なスポーティ性をさらに強調した。2005年11月発売モデルよりエンジンが改良され、出力・トルクが、それぞれ190PS、240N·m(24.5kgf·m)にアップした。
1.8T S-line Limited（型式：GH-8NBVR)
全国限定250台で2006年3月に発売。1.8T S-lineをベースとし、人気のオプションであるキセノンヘッドライト・パッケージと本革シート（ファインナッパ）のほか、厳選された素材を使用したアイテムを用意したプログラム「アウディ エクスクルーシブ」で設定されている9スポーク18inアルミホイールと、225/40R18タイヤを標準装着とする。
ボディカラー×インテリアカラーの組み合わせは、2つの新規設定を含む全6通りが設定された。
価格は434万円と、ベースモデルに58万円相当の特別装備を施しながらも、15万円高に抑えられた。
S-Lineリミテッド特別限定車のカラーバリエーション(ボディーカラー＆シートカラー)は以下の通り。
シルバーメタリック ＋ シーブルー (30台)　
シルバーメタリック ＋ ブラック　 (40台)
ファントムブラックメタリック ＋ クリムゾンレッド(60台)
ファントムブラックメタリック ＋ ブラック(83台)
モーリシャスブルーパールエフェクト ＋ アニスイエロー(7台)
ブリリアントレッド ＋ ブラック(30台)
1.8T Quattro-Sport（型式：GH-8NBFVF)
クワトロ誕生25周年を記念し、S-lineをベースにクワトロGmbHがチューニングしたスポーツモデル。
発売時には既に1.8Tクワトロはカタログ落ち(2004年8月)し、1.8TはATのFFのみであったが、当モデルにて1.8Lエンジンのクワトロモデルが復活した。
直4・1.8Lターボエンジンは専用チューンが施され最高出力240ps(176kW)、最大トルク320N・mとなり、排気量はそのままに実に+60ps(44kW)、+85N・mの性能向上を果たした。エンジン以外の変更点としては専用サスペンションを装着、また、ハンドリングを向上させるためにTT3.2のリヤフロアパンを使用し、バッテリーを後部に移動している。軽量化のため、後部座席とエアコンを排除し、エアコンはオプションとして設定した。
また、後部座席を排除した事による剛性低下に対してリヤタワーバーを設けることで剛性を確保している。
これらの軽量化によって75kgの軽量化とCd値を0.02下げることに成功している。
キセノンヘッドライト、アルカンタラの3スポークスポーツステアリング、アルカンタラのハンドブレーキグリップ、アルミシフトノブを標準装備。
ルーフ、サイドミラー、リヤスポイラーがパールがかったブラックに塗装されているのが特徴。
日本では150台限定で左ハンドル+6速MT仕様のみ発売された。
これらの装備を備え、3.2クワトロＳラインの535万円とほぼ同じ529万円で販売された。

## 2代目（2006年-2015年）タイプ8J
エクステリアは初代のイメージを残しつつ、当時のアウディの特徴であるシングルフレームなどを取り入れた躍動感あふれるデザインとなっている。An-225からインスピレーションを得たという空調の吹き出し口や、SF映画に登場する宇宙船のようなテールランプなど、細かな内装の作り込みも特徴である。
プラットフォームは2代目A3と共通だが、TT専用に開発されたスポーツカー仕様のASF（アウディ・スペースフレームテクノロジー）を採用したことにより、ボディの7割がアルミニウム製となった。これによってねじれ剛性は初代と比べてクーペは50 %、ロードスターは120 %向上し、同一プラットフォームを採用するゴルフより100 kg近く軽量である。初代の欠点であった超高速域の安定性は、120 km/hになると自動的にせり上がる電動格納式リアスポイラーやアンダーボディのフラット化によって改善され、Cd値も0.30と初代より向上した。またオプションとして、アウディとしては初めて磁性流体を利用したサスペンションである「マグネティックライド」を設定している。
インゴルシュタットの本社工場でボディの生産を行い、ハンガリーにあるアウディ・ハンガリア・モーターKft.へ列車輸送した上で組み立てが行われた。
日本仕様のグレード構成は以下の通り。TTSとTTRSを除き全車右ハンドル車のみの設定で、バイキセノンヘッドライトが標準装備となっている。カーナビゲーションシステムは前期型までHDDナビ（2008年モデルまでクラリオン製MAX760HD、2009年モデルからクラリオン製NX808のOEM）であったが後期型はSDナビ（2010年よりNX710、その後NX712のOEM）が搭載された。
2014年には世界累計販売50万台を達成。これを記念してTTSに世界で500台の特別限定モデルを発表し日本にはわずか30台が割り当て販売された。

### TTクーペ
日本国内正規導入
1.8TFSI（型式：ABA-8JCDA)
2011年からエンジンをダウンサイジングし、1,800cc直噴ターボエンジンを搭載する。最高出力160PS、最大トルク25.5kgf·mを発生する。7速Sトロニック搭載。駆動方式はFF。
2.0TFSI quattro (型式：ABA-8JCESF)
2011年モデルから新型の2,000ccターボエンジンを搭載し、最高出力211PS/4,300-6,000rpm、最大トルク35.7kgf·m（350N·m）/1,600-4,200rpmを発生する。6速Sトロニックを搭載する。
Sライン（S-line）
上記の2種類にSライン専用18inホイール、サスペンション、前後バンパー、エンブレム、ドアシルプレート、ロゴ入りフロント スポーツシート（ブラックスプリントクロス&ブラックレザー仕様）、ロゴ入りステアリング ホイールなどが備わるボディカラー、インテリアの素材などを好みに合わせて選択できるオーダーメイドシステム。
3.2クワトロ（型式：ABA-8JBUBF）
ゴルフ R32、フォルクスワーゲン・イオスと同じ3,200cc狭角V6エンジン搭載。BUB型。パドルシフトも可能な6速Sトロニック（DSG）搭載。駆動方式はクワトロシステム（フルタイム4WD)。ヘッドライトの照射角を走行速度や、ステアリングホイールの切れ角から進行方向へ傾けるアダプティブヘッドライトを標準装備。
特別仕様車
- 2.0T FSIリミテッド

2.0T FSIに特別色「ミサノレッド」、「ルクソールベージュ」カラーの電動レザーシート、17in5アームトラペゾイダルデザインホイール等を標準装備とした100台限定車。2008年6月26日発売。

### TTSクーペ
日本国内正規導入
（型式：ABA-8JCDLF）
TTのSモデル。アウディ・S3とほぼ同型の2,000cc直4直噴ターボエンジンを搭載し、最高出力は272PS、最大トルクは35.7kgf·mを発生する。クアトロシステムは第4世代ハルデックスを搭載し、0-100%のトルク配分が可能となっている。マグネティックライドは標準装備、ESPは2ステージモード付きとなっている。外観は、デイライトをヘッドライト内に装備し、メッキ塗装されたドアミラー、専用の前後バンパー、18inホイールなど。内装は、レザーシートを標準とするが、レザーパッケージ2を選択すると、初代に装備されていたインパルスと呼ばれるグローブをモチーフとしたステッチが入ったシートが装備される。2008年3月にジュネーブショー2008で発表され、同年9月に販売開始。日本仕様は、当初は左ハンドルの6速Sトロニックのみだったが、2010年9月24日の一部改良で右ハンドルも追加された。価格は693万円。
2008年5月には、名称の由来であるツーリスト・トロフィーの役員用車両としてTTSが供給されている。
特別限定車
TTSクーペ コンペティション 1of500（型式:ABA -8J CDLF）
2014年シリーズ累計50万台を記して設定された特別限定車(国内30台/世界500台）専用ボディーカラーのニンバスグレー（限定色）とイモライエローが設定され、TTRS用リアスポイラー、19インチ5アームローターアルミホイールとコンチネンタル スポーツコンタクト(255R35-19Audi認証タイヤ)との組み合わせ、イエローステッチが施されたグレーインパルスレザーシート＆ステアリング、シリアル(1of500)入りのインテリアバッジなどが標準装備で価格はベースモデルより30万円高い768万円での販売であった。(海外ではAudiTTSのcompetition 1of500のほかLimited Edition 1of500として販売した国もある)

### TTRSクーペ
日本国内正規導入
TT RS（型式：ABA-8JCEPF）
TTのRSモデル。北米向けフォルクスワーゲン・ジェッタ用エンジンをベースに新開発された2,500cc直5直噴ターボエンジン「TFSI」を搭載し、最大出力340PS、最大トルク45.9kgf·mを発生。最高速度は250km/hだが、オプションでリミッターを解除した場合280km/hとなる。トランスミッションは当初は6速MTのみだったが、その後7速Sトロニックも追加された。駆動方式はクワトロシステム。TTSとは違いマグネティックライドはオプション装備となった。ESPはカットが可能。フロントバンパーとフロントグリルは専用のもので、マフラーはTTSと違い2本出しとなった。タイヤサイズは245/45R18、ホイールサイズは18inが標準だが、19in、20inに変更可能。クーペの他、ロードスターのボディも用意される。2009年3月に開催されたジュネーブショー2009にて発表。欧州では2009年3月より販売開始。日本では2010年2月2日に発売され、ハンドルは左右。2011年2月21日、トランスミッションを6速MTから7速Sトロニックに変更。
TT RSプラス
TT RSの強化版。最高出力を20PS、最大トルクを15Nm引き上げ、0-100km/h加速はTT RS クーペ比で0.2秒短縮の4.1秒を記録した。日本では2013年2月12日に発売された。なお、本モデルの登場に伴い、従来のTT RSはカタログから外れた。

### TTロードスター
日本国内正規導入
2.0T FSI（型式：ABA-8JBWA)
約50km/h以下で開閉可能なフルオートマチック電動油圧ソフトトップを装備。ソフトトップは約12秒でオープン、約14秒でクローズする。
Sライン（S-line）
クーペと同一のパッケージ。

### 無人実験車

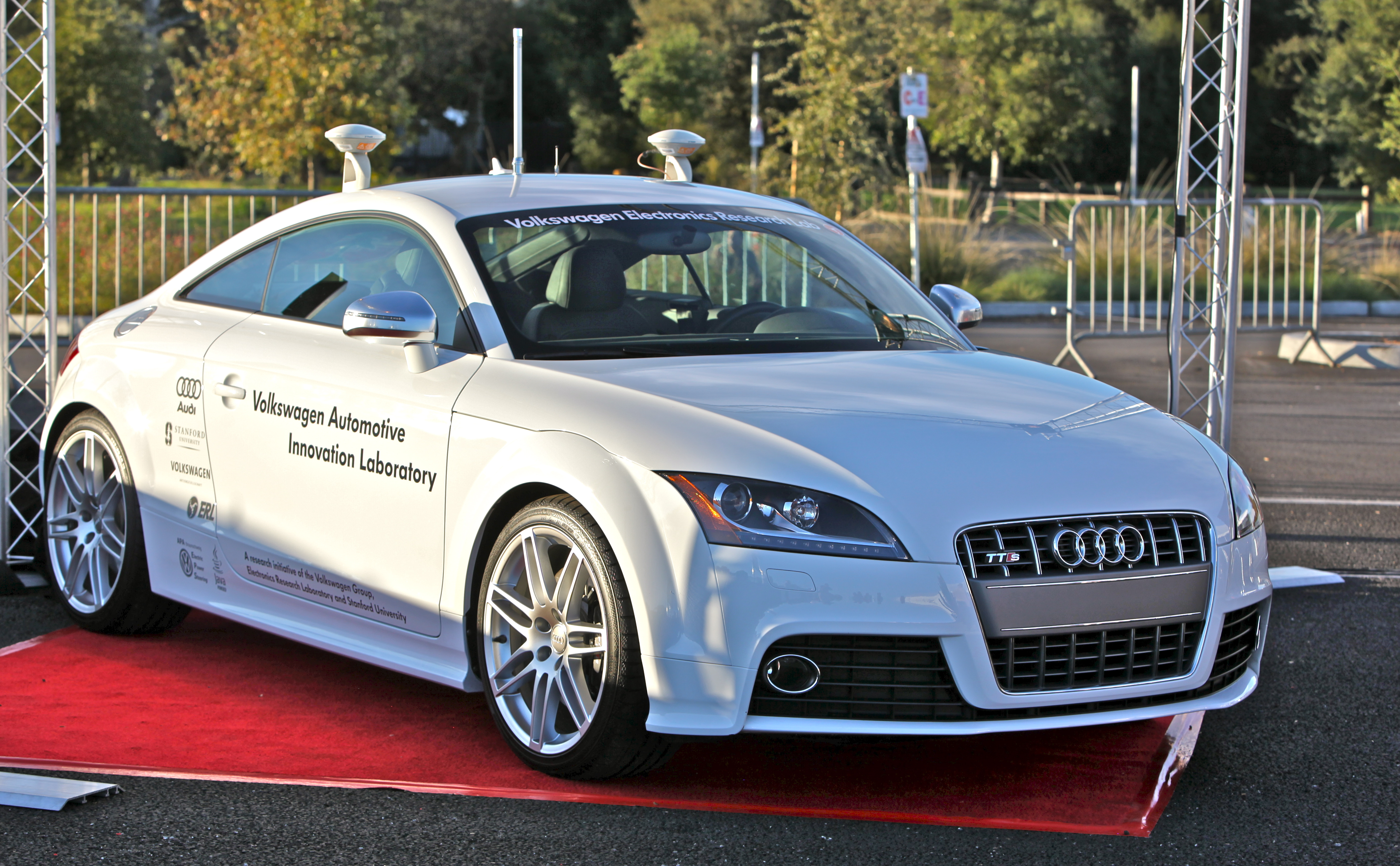
TTS無人仕様

Audi Pikes Peak TTS / Autonomous Audi TTS Pikes Peak research car
2009年10月、フォルクスワーゲンとスタンフォード大学の共同研究で、TTSを改造した無人自動車にパイクスピーク・インターナショナル・ヒルクライムのコースを走らせる計画が発表された。11月にはアウディから詳細が発表され、改造されたTTSにはかつてアウディ・クワトロでパイクスピークの記録を更新したミシェル・ムートンと同じ「Shelley」のニックネームが与えられることも明かされた。
2010年9月、「Shelley」はパイクスピークを27分で停止せずに完走。証人となった同レース主催者は、プロドライバーが同車を運転した場合でも17分が限界との見方を示した。

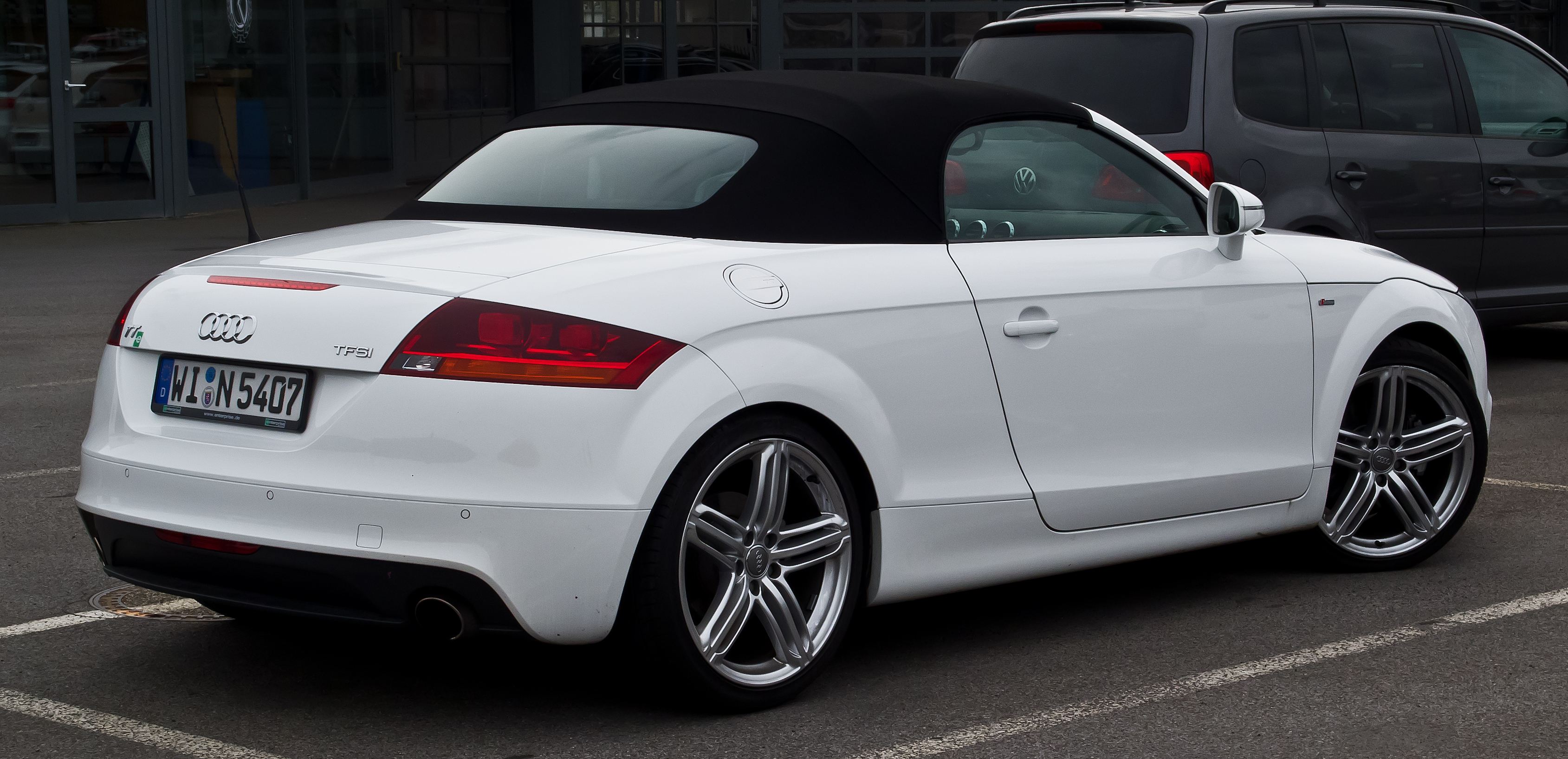
ロードスター リア
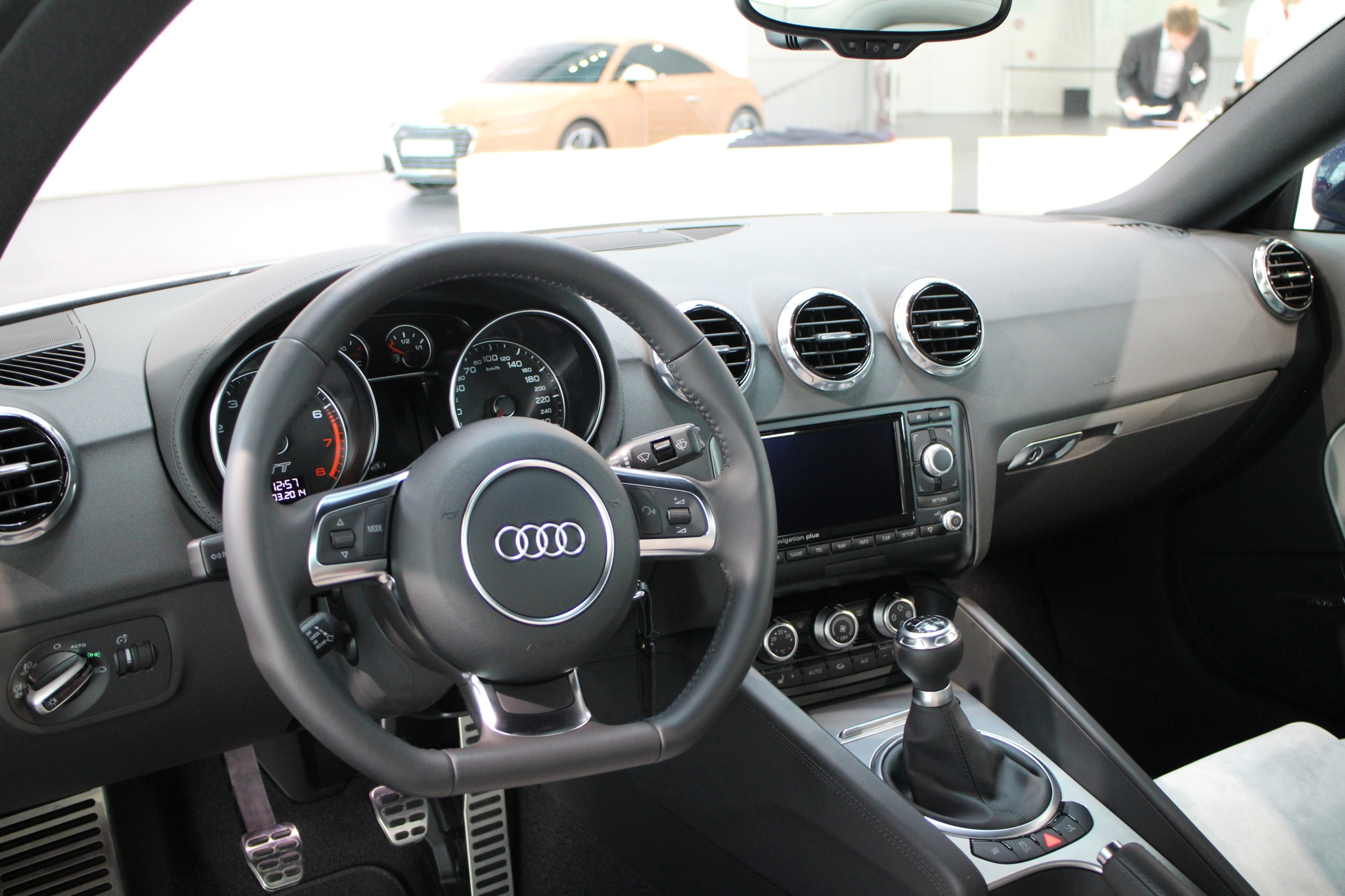
クーペ 内装
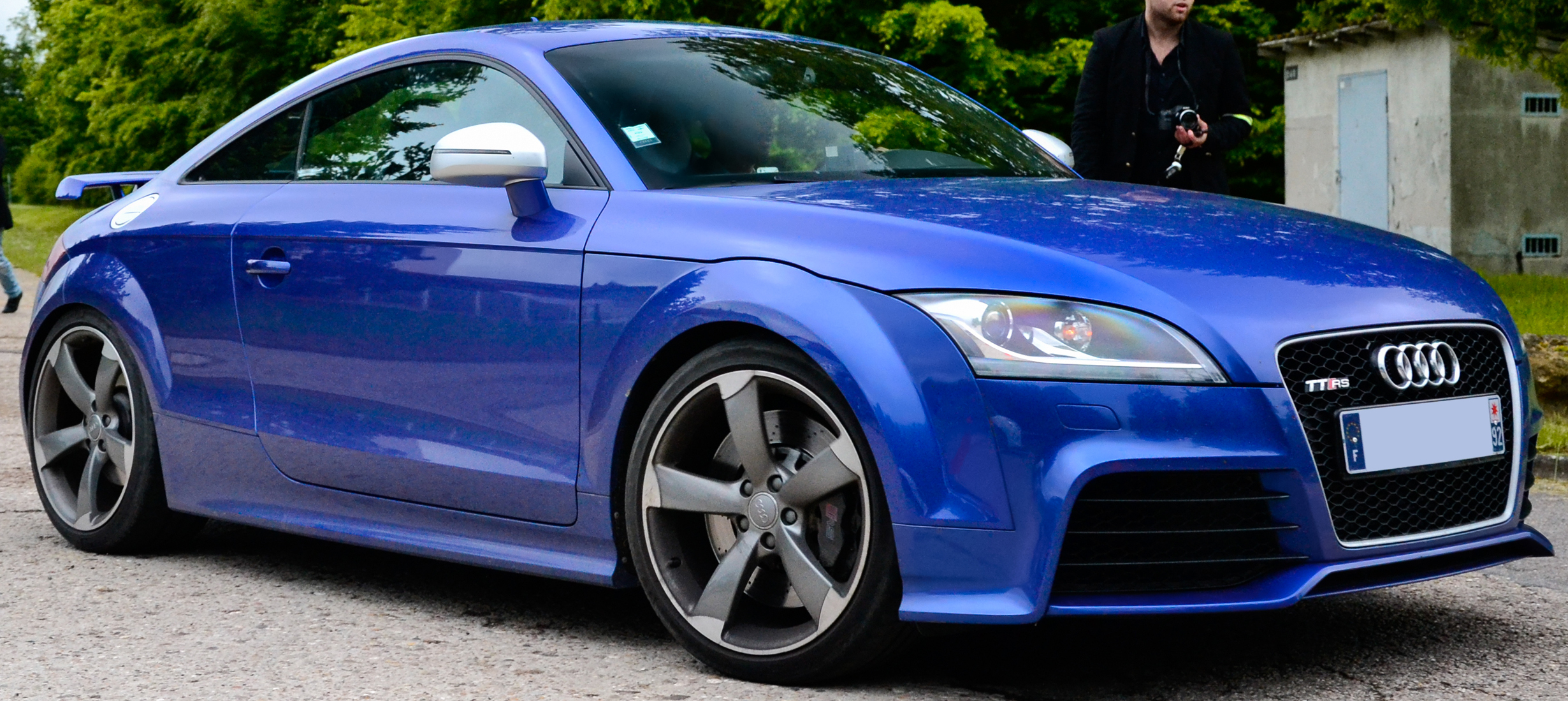
TT RSクーペ
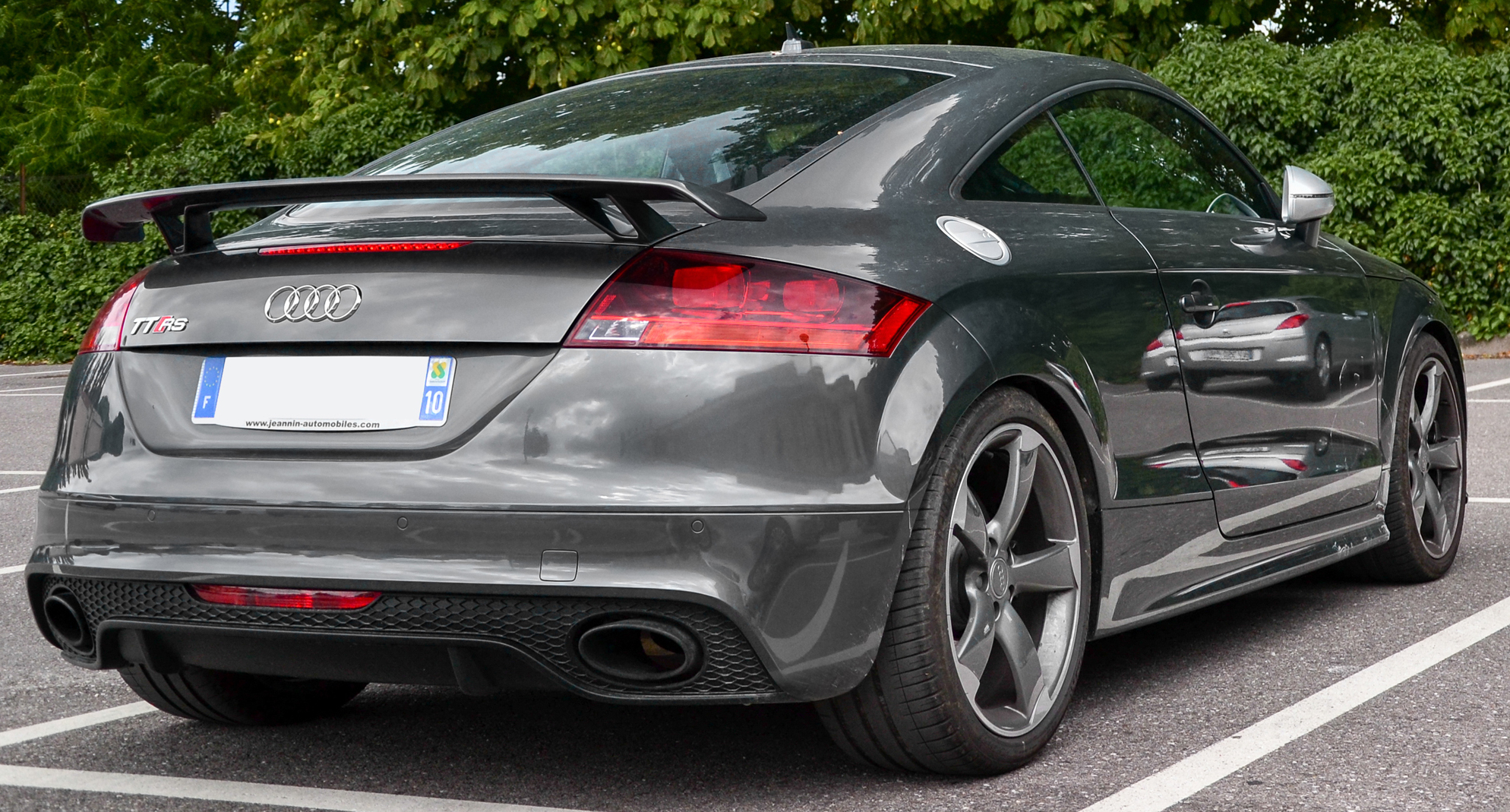
TT RSクーペ

## 3代目（2015年-2023年）タイプFV/8S
2014年のジュネーブモーターショーで世界初公開された。フォルクスワーゲングループのMQBプラットフォームを採用するが、ボディ外板は全てアルミ製となり、従来比で最大50kgの軽量化を果たしている。外寸は先代と大きく変わらないが、ホイールベースは37mm延長された。
アウディは2019年の年次株主総会において、TTを3代目限りで廃止し、電気自動車の後継モデルに置き換える方針を発表。2023年11月13日に全モデルの生産が終了し、25年にわたる歴史に幕を閉じた。最終生産車となったTTクーペはアウディで保存される。

### TTクーペ
TTクーペ 2.0 TFSI（2015年8月-2016年8月/型式：ABA-FVCHH）
1,984cc直列4直噴ターボガソリンエンジン（エンジン型式：CHH）を搭載し、最高出力169kW（230PS）/4,500-6,200rpm、最大トルク370Nm（37.7kgm）/1,600-4,300rpmを発揮。トランスミッションは6速Sトロニック、駆動方式は前輪駆動。車両重量は1,320kg。
TTクーペ 2.0 TFSI quattro → TTクーペ 45 TFSI quattro（2015年8月-/型式：ABA-FVCHHF）
エンジンの仕様は2.0 TFSIと同じ。トランスミッションは6速Sトロニック、駆動方式はクワトロ（フルタイム4WD）。車両重量は1,370kg → 1,420kg。
TTクーペ 1.8 TFSI（2016年8月-2019年5月）
1,798cc直列4気筒ターボガソリンエンジンを搭載する。トランスミッションは7速Sトロニック、駆動方式は前輪駆動。
TTクーペ 40 TFSI（2019年5月-/型式：ABA-FVDKZ）
1,984cc直列4気筒ターボガソリンエンジン（エンジン型式：DKZ）を搭載し、最高出力145kW（197PS）/4,350-6,000rpm、最大トルク320Nm（32.6kgm）/1,500-4,200rpmを発揮。トランスミッションは7速Sトロニック、駆動方式は前輪駆動。車両重量は1,320kg。

### TTロードスター
TTロードスター 2.0 TFSI quattro → TTロードスター 45 TFSI quattro（2015年8月-/型式：ABA-FVCHHF）
エンジンの仕様は2.0 TFSIなどと同じ。トランスミッションは6速Sトロニック、駆動方式はクワトロ（フルタイム4WD）。車両重量は1,470kg → 1,510kg。

### TTSクーペ
TTSクーペ 2.0 TFSI quattro → TTSクーペ（2015年8月-/型式：ABA-FVCJXF）
1,984cc直列4気筒ターボガソリンエンジンを搭載し、最高出力210kW（286PS）/5,300-6,200rpm、最大トルク380Nm（38.8kgm）/1,800-5,200rpmを発揮。トランスミッションは6速Sトロニック、駆動方式はクワトロ（フルタイム4WD）。車両重量は1,410kg → 1,460kg。左ハンドル仕様も用意されている。

### TT RS
2.5L直列5気筒ターボガソリンエンジンを搭載し、最高出力400ps、最大トルク480Nmを発揮。トランスミッションは7速Sトロニック、駆動方式はクワトロ（フルタイム4WD）。動力性能は0-100km/h加速がクーペで3.7秒、ロードスターで3.9秒、最高速度が280km/h。燃費性能は11.7km/L（JC08モード）を達成した。

### 年表
2015年8月20日、「TTクーペ」「TTロードスター」「TTSクーペ」の日本導入を発表し、同日発売。
2016年8月23日、「TTクーペ 1.8 TFSI」を導入し、「TTクーペ 2.0 TFSI」は廃止。さらに、180台限定で「TTクーペ 1.8 TFSI 1st edition」、110台限定で「TTSクーペ urban sport limited」を発売。
2017年7月11日、「TTクーペ 1.8 TFSI lighting style edition」を110台限定で発売。「TTクーペ 1.8 TFSI」をベースに、S lineエクステリアパッケージなどを装備している。
2017年3月28日、新型「TT RS Coupé / TT RS Roadster」を発表・受注開始。
2017年9月19日、一部仕様変更（発売は翌20日）。TT全モデルにスマートフォンインターフェイスとUSBケーブルを追加したほか、TTSにアウディパーキングシステムを標準化した。
2018年5月7日、「TTクーペ S line dynamic limited」を125台限定で発売。「1.8 TFSI」をベースに、「S line」エクステリアやLEDヘッドライトなどを装備している。
2018年7月17日、「TTクーペ 1.8 TFSI style+」「TTクーペ 2.0 TFSI quattro style+」をいずれも100台限定で発売。共にS lineエクステリアやインチアップしたアルミホイールなどを装備する。
2019年4月24日、マイナーチェンジを実施（発売は同年5月9日）。パワートレインが一部変更されたほか、標準モデルにS lineエクステリアのデザインを取り入れた。
2019年6月10日、TTシリーズ誕生20周年を記念した特別仕様車「20 years」を発売。世界999台限定のうち、日本へは20台が割り当てられる。
2020年6月16日、「TTクーペ S line competition」を150台限定で発売。「S lineパッケージ」や「コンフォートパッケージ」などを装備している。
2020年9月15日、「TTロードスター ファイナルエディション」を50台限定で発売。年内に生産を終了するTTロードスターの限定モデルで、初代TTを想起させる特別装備を採用している。
2020年10月13日、マイナーチェンジした「TTRS Coupé」を同年10月23日より販売開始すると発表。また、限定モデル「TTRS Coupé RS 25 years」を同年12月以降に販売開始すると発表。ボディーカラーは「RS 2アバント」へのオマージュとされる「ノガロブルー・パールエフェクト」で、日本には35台が導入される。
2023年4月20日、「TTSクーペ メモリアルエディション」を100台限定で発売。TTの生産終了を記念した限定モデルで、「TTSクーペ」がベースとなる。
2023年9月15日、「TTクーペ ファイナルエディション」を200台限定で発売。「TTSクーペ メモリアルエディション」に引き続き、TTの生産終了を記念した限定モデルで、「TTクーペ45 TFSIクワトロ」がベースとなる。

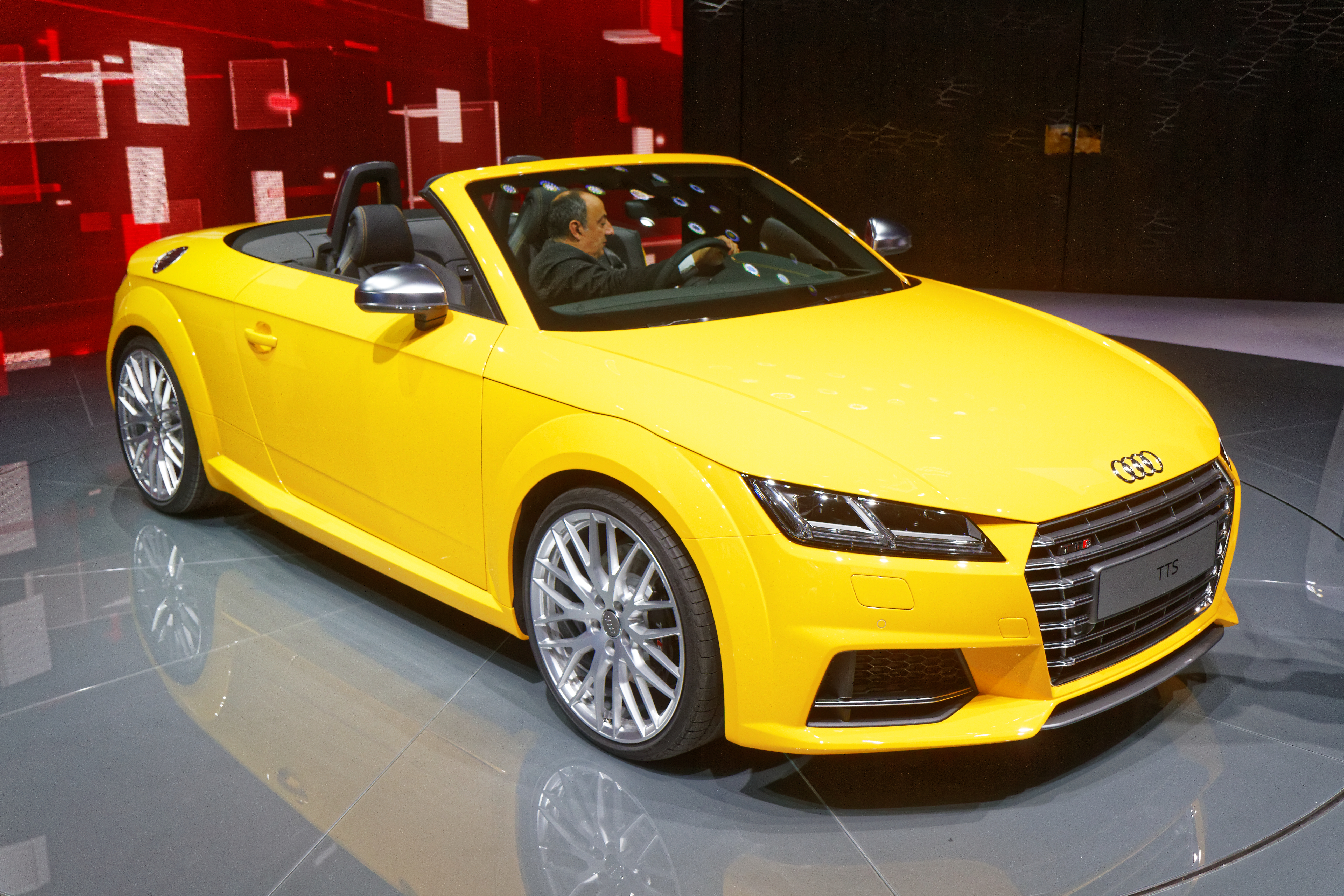
TTSロードスター
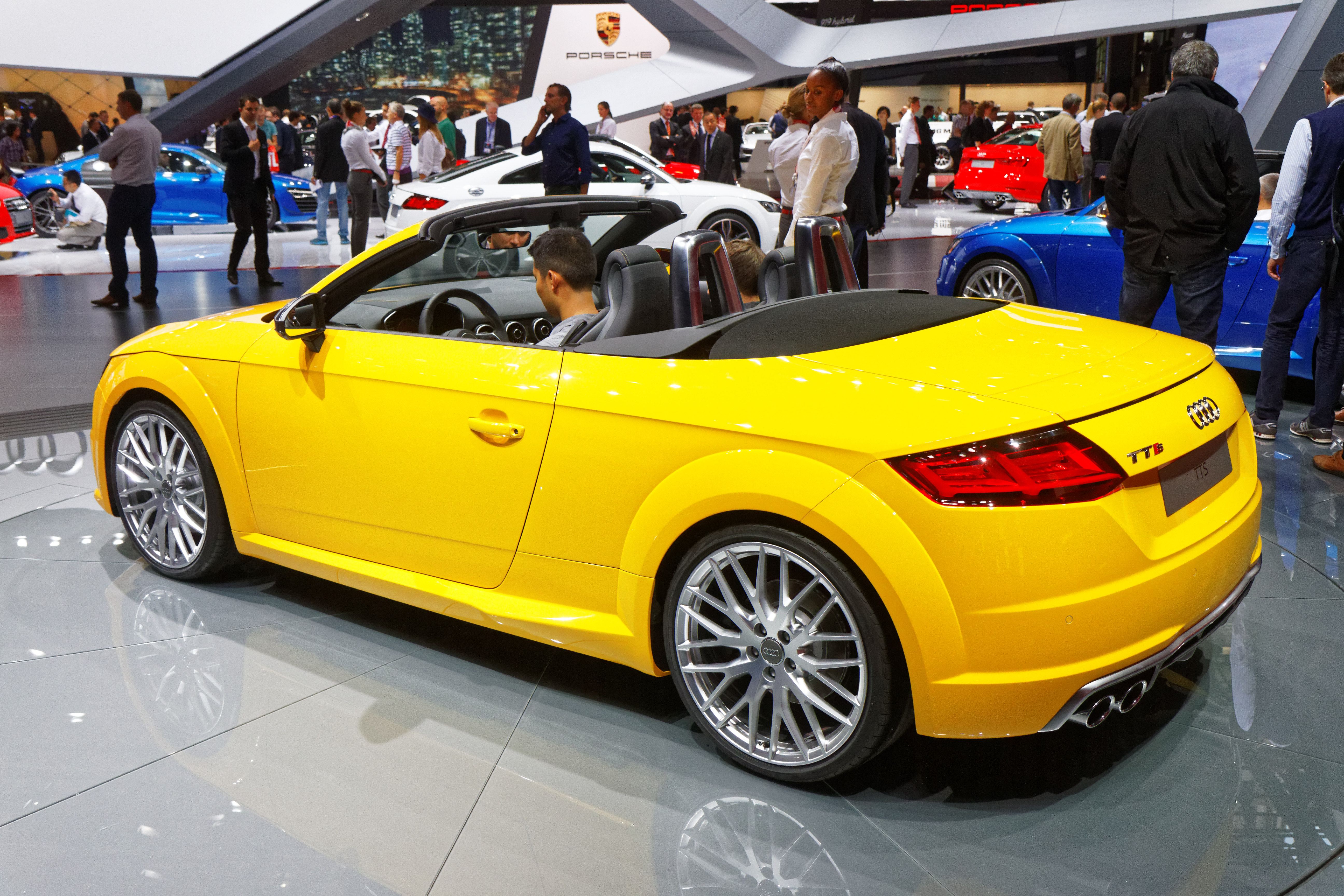
TTSロードスター
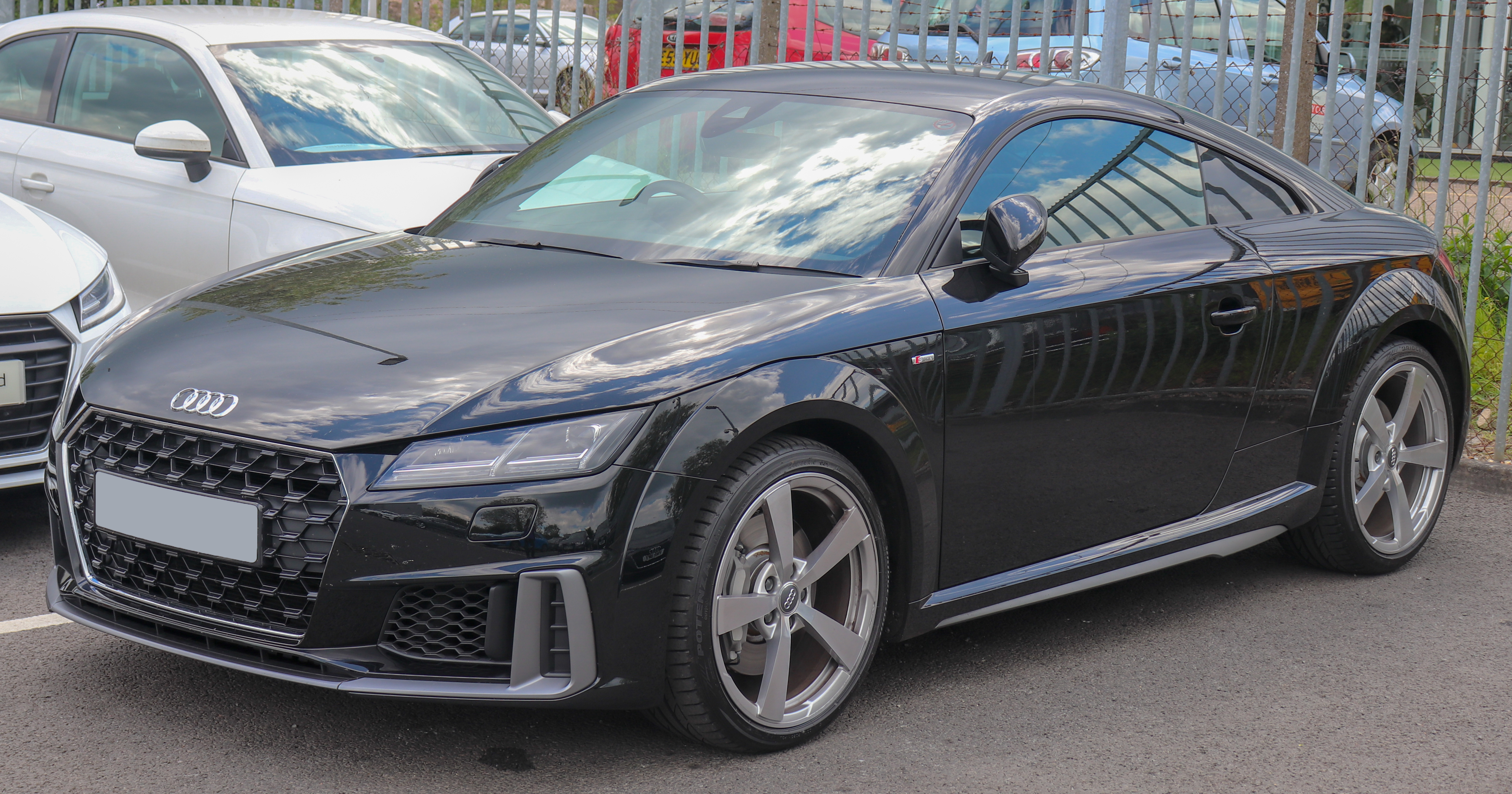
TT S Line 改良型
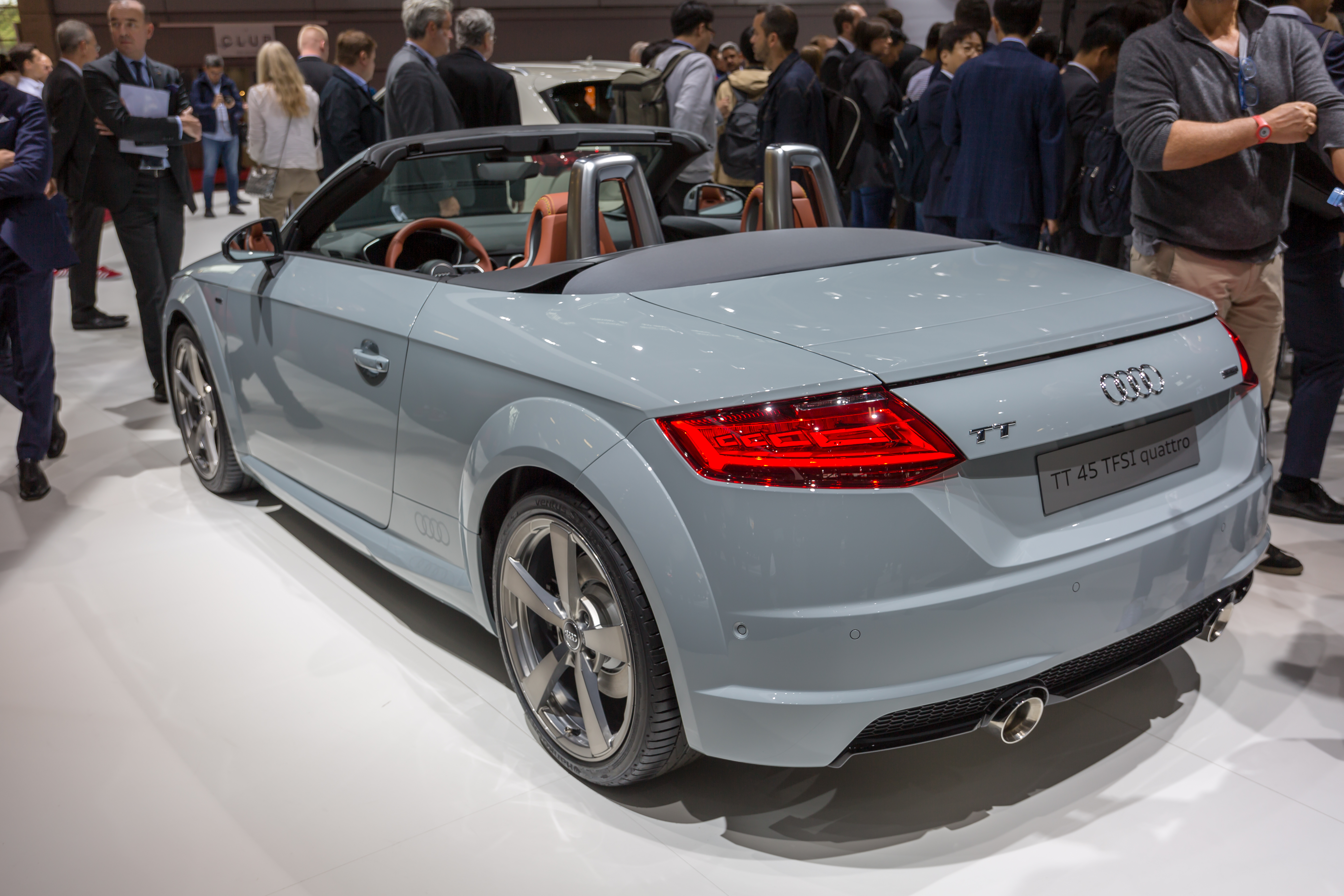
TTロードスター 改良型
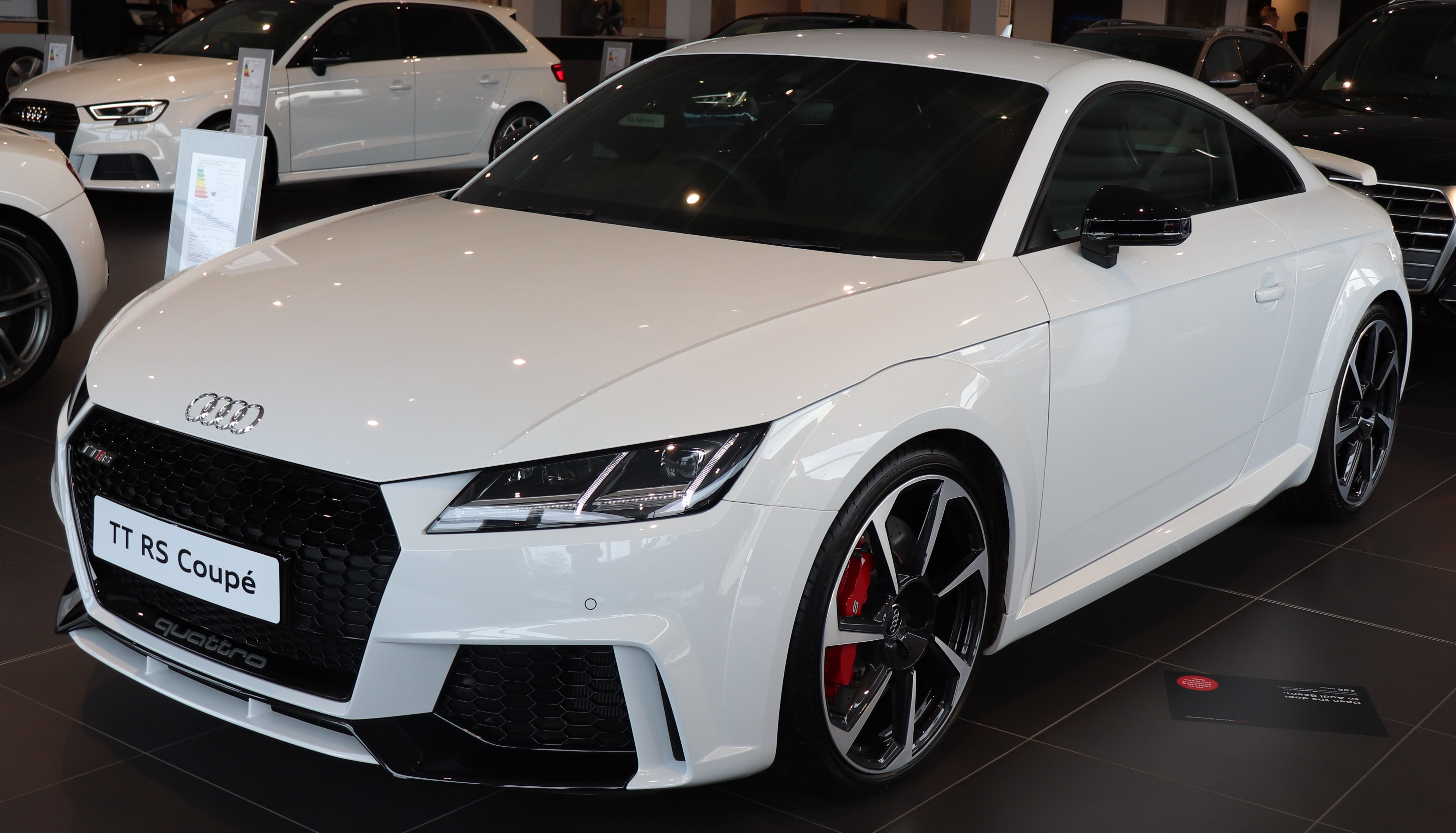
TT RS Coupé
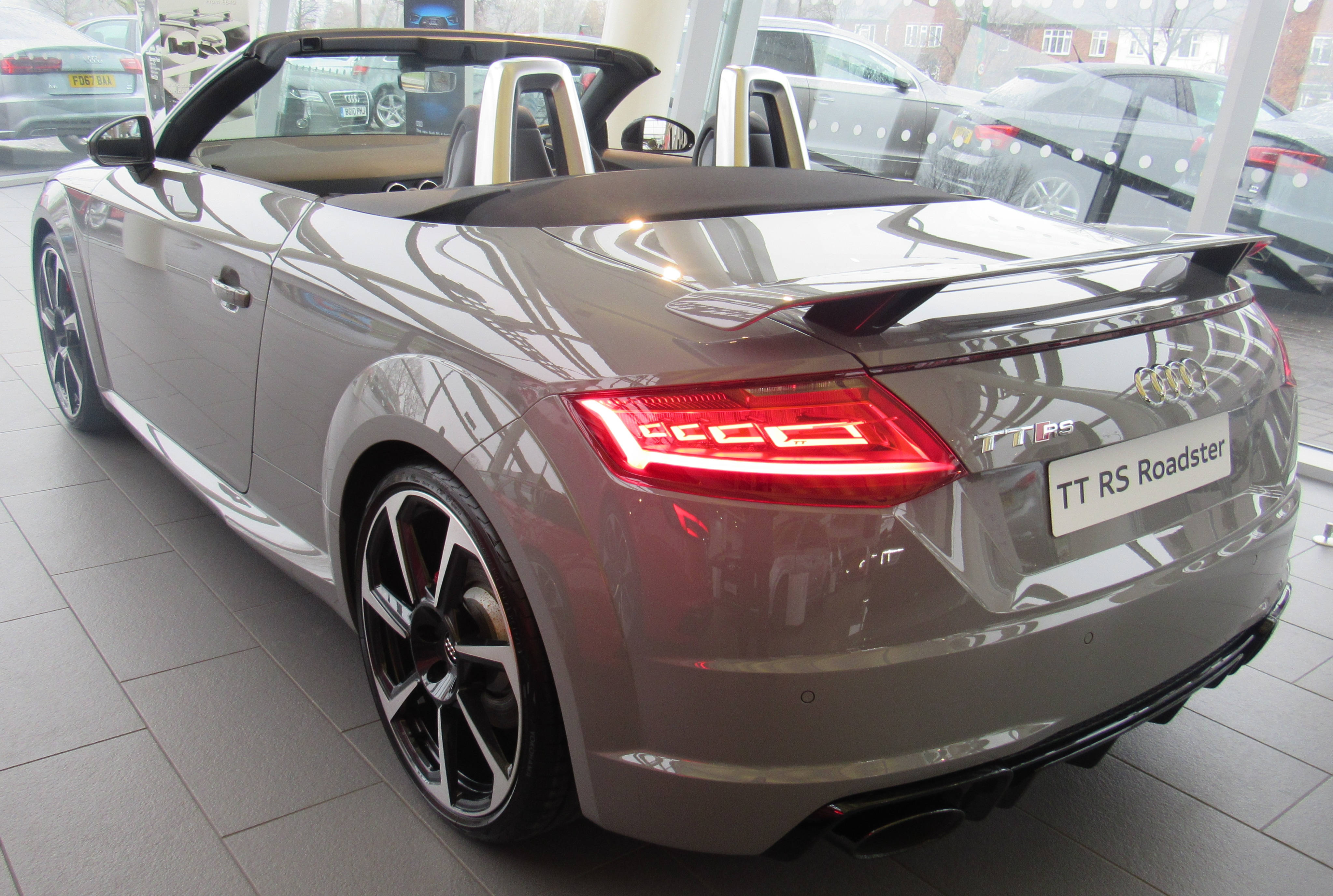
TT RS Roadster
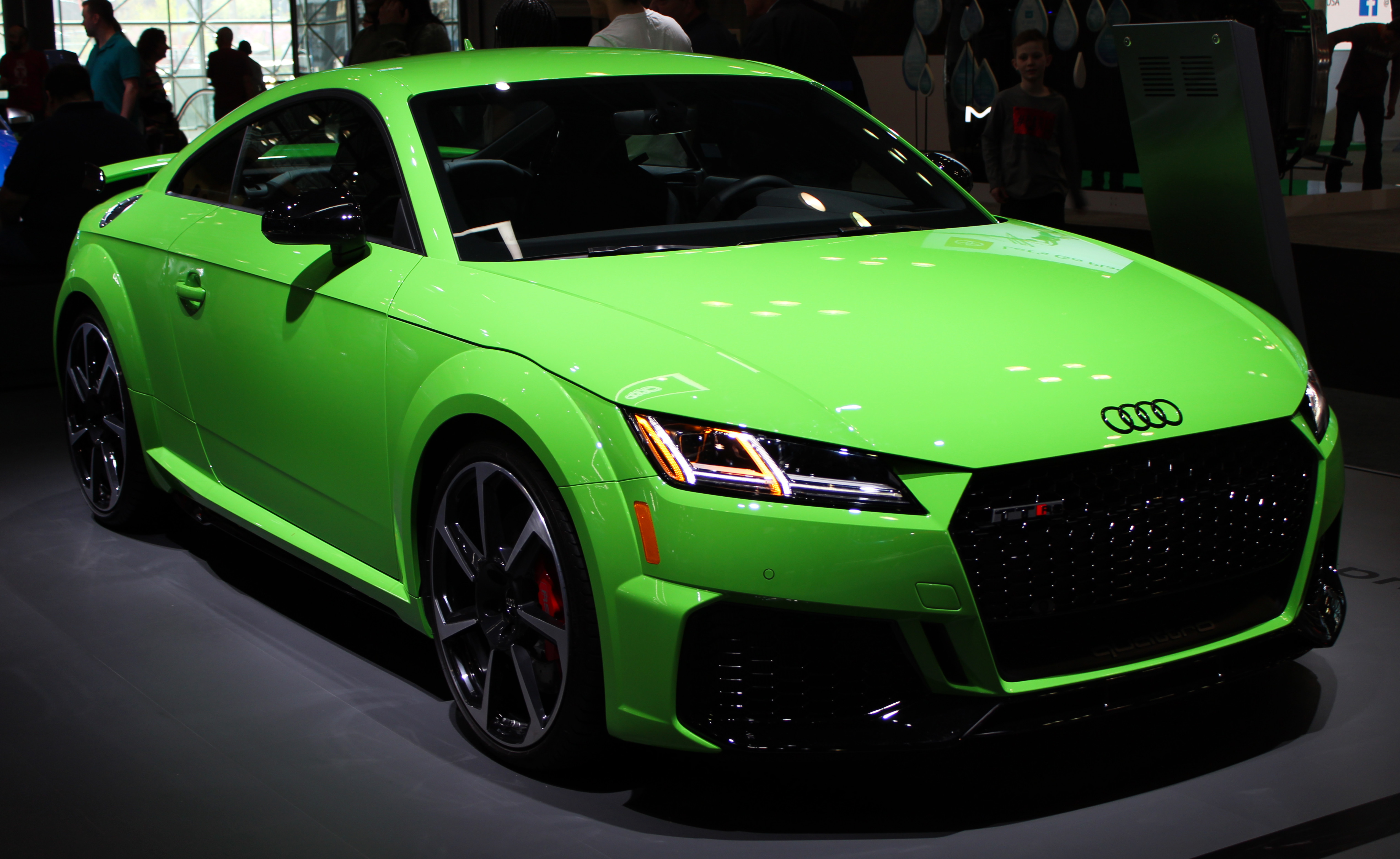
TT RS Coupé 改良型
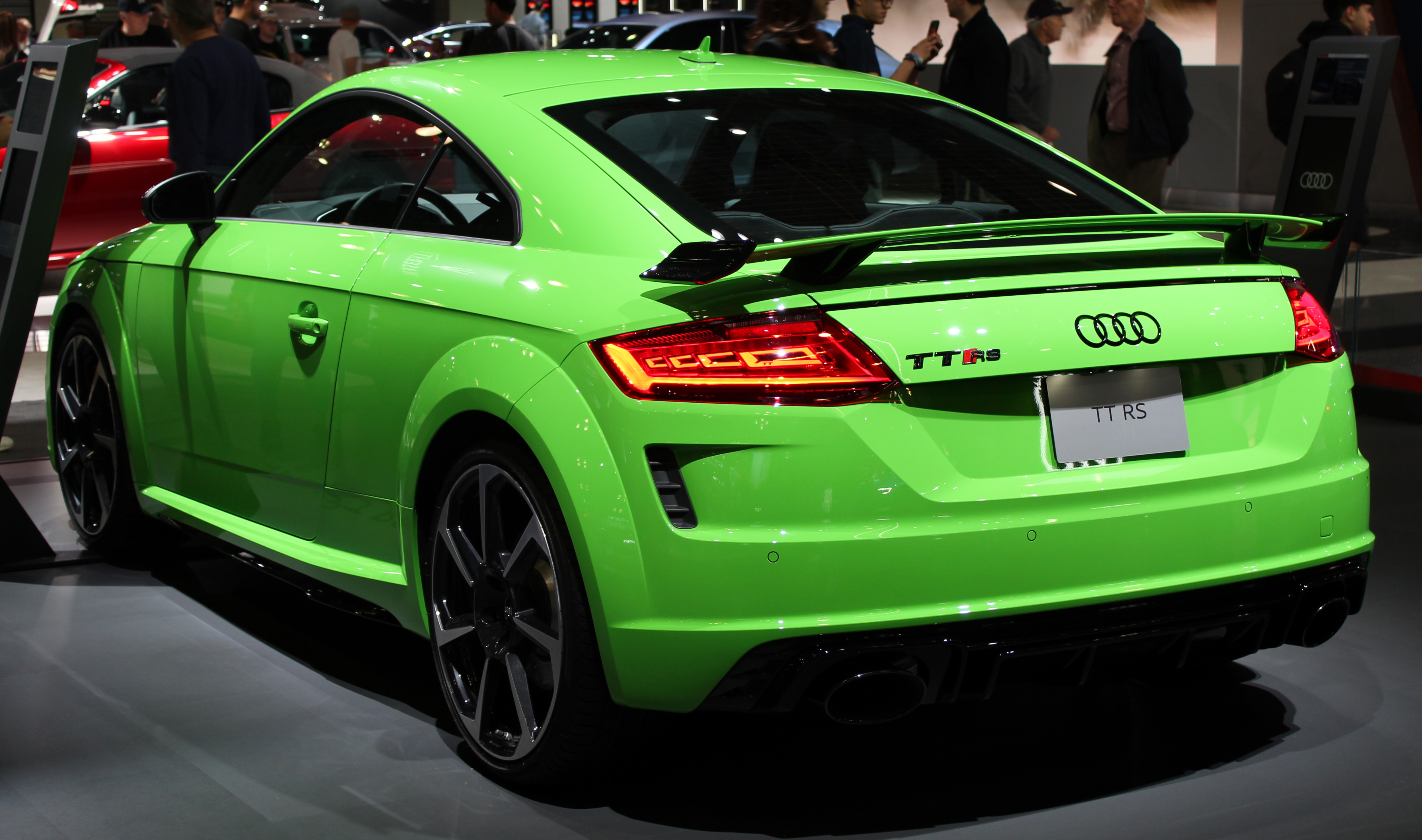
TT RS Coupé 改良型